# 레지오넬라증
레지오넬라증(legionellosis), 또는 재향군인회병(在鄉軍人會病)은 그람음성균인 레지오넬라 속에 해당하는 공기 중의 세균에 의해 발생되는 치명적인 감염병이다. 재향군인회병의 90% 이상은 Legionella pneumophila에 의해 발생하는 것이다. Legionella pneumophila는 25℃~45℃ 사이에서 활동하고, 35℃에서 가장 활발하게 활동하며, 거의 어디에나 존재하고 있는 세균이다.
레지오넬라증에는 다음과 같이 크게 2가지의 형태가 존재한다.
- 재향군인회병[4]은 더 심한 형태의 감염을 유발시키며, 폐렴을 일으킨다.[5]
- 폰티악열병은 같은 세균에 의해 발생되는 것이지만, 더 약한 정도의 상부 호흡기질환을 일으키며, 폐렴을 동반하지 않는다.[5]

재향군인회병이라는 이름은 1976년 6월 필라델피아에서 있었던 재향군인회 모임에 참가한 사람들 사이에서 폐렴이 발생하면서 붙여진 이름이다. 1977년 1월 18일, 그 병의 원인이 이전에 알려지지 않은 세균에 의한 것임을 알아내어 병을 일으킨 세균에 레지오넬라(Legionella)라는 이름을 붙였다. 어떤 사람들은 레지오넬라균에 감염되어도 가벼운 증상만을 앓고 질병은 전혀 유발되지 않는 경우도 있다.
재향군인회병의 발생은 많은 언론들의 관심을 끌었다. 그러나, 이 질병은 일반적으로 단독으로 발생하며 집단적으로 크게 발생하는 경우는 드물다. 주로 여름과 초가을에 발생하지만, 년중 언제든지 발생할 수도 있다. 재향군인회병의 치사율은 5%에서 30%사이로 다양하다. 미국국립보건원(NIH)에 의하면, 재향군인회병에 걸린 환자에게 항생제가 늦게 투여될 경우의 치사율은 50%가까이 된다. 대부분의 감염은 중년과 노인층에서 발생한다.